# Gesellschaftsaquarium

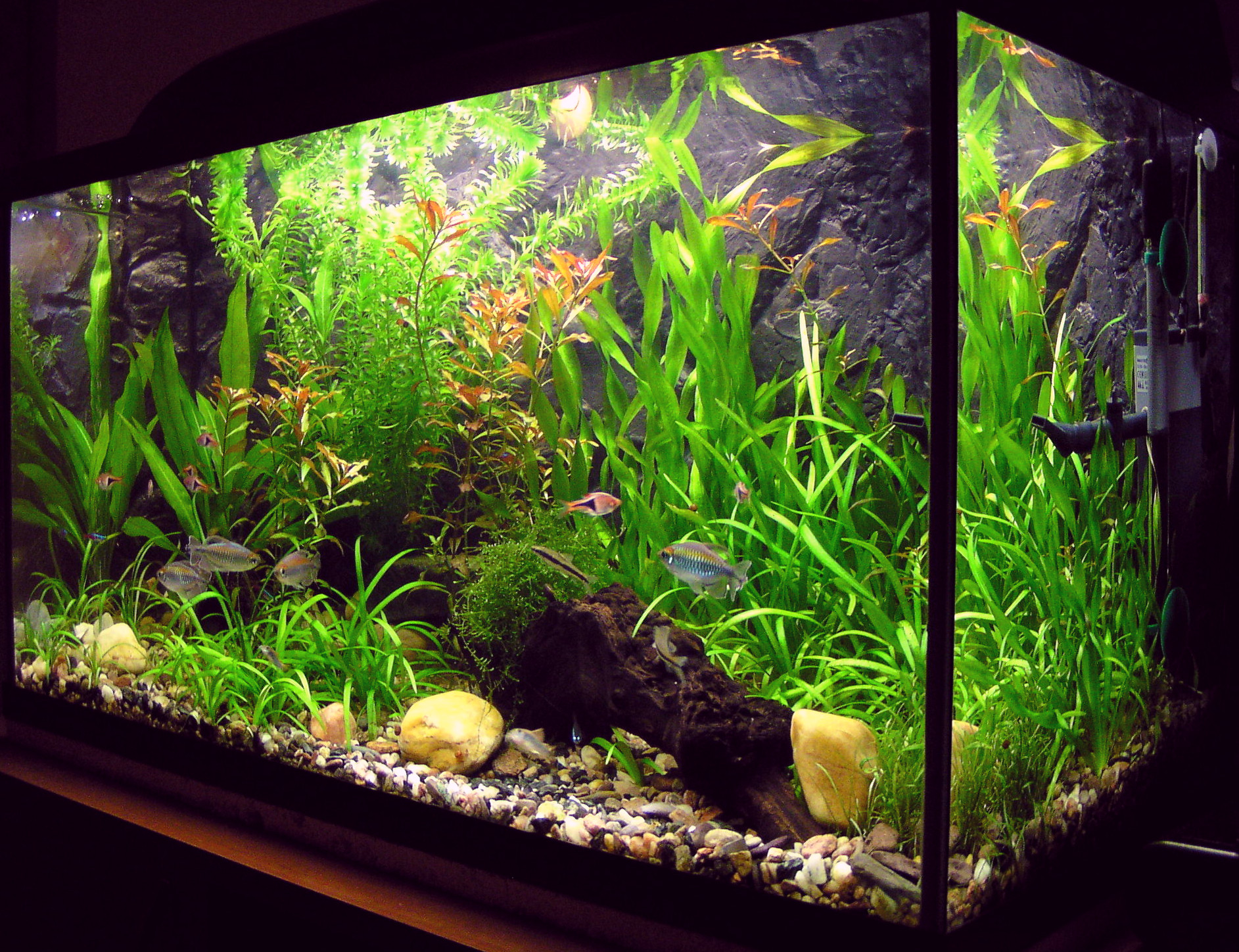
Süsswasseraquarium mit Blauen Kongosalmlern, Neonsalmlern, Keilfleckbarben, Panzerwelsen und Rüsselbarben

Das Gesellschaftsaquarium ist eine bestimmte Form eines Aquariums und stellt das Gegenteil eines Artaquariums dar, in dem Haltevoraussetzungen geschaffen werden, die sich speziell an einer Fisch- oder Wirbellosenart ausrichten. Gesellschaftsaquarien sind die typische Form, mit der beginnende Aquarianer in dieses Hobby einsteigen.
Vergesellschaftet werden dabei friedfertige Fische, die gleiche Haltevoraussetzungen haben. Dies kann bereits ein Amazonasbecken sein, in dem besonders niedrige pH-Werte vorherrschen oder ein normales Süßwasseraquarium mit einem pH-Wert im neutralen Bereich. Auch eine Reihe von Wirbellosen wie etwa Bienengarnelen oder die Zebrarennschnecke kann in einem Gesellschaftsaquarium gehalten werden.
Geeignet für Gesellschaftsaquarien sind viele Barben- und Salmler-Arten, die häufig mit Panzerwelsen gemeinsam gehalten werden. Ebenso Lebendgebärende Zahnkarpfen wie der Guppy, der Platy oder der Schwertträger gehört zu den Arten, die regelmäßig in solche Aquarien eingesetzt werden. Der Goldfisch eignet sich als Kaltwasserfisch nicht für ein Warmwasser-Gesellschaftsaquarium, da er in kaltem Wasser heimisch ist (hier ist ein Kaltwasseraquarium angezeigt).